# Cohen Live: Leonard Cohen In Concert
Cohen Live est le deuxième album Live de Leonard Cohen. Il rassemble des enregistrements de concerts en 1988 et 1993 du chanteur québécois. 
Les chansons ont été enregistrées en concert en 1988 sur le I'm Your Man Tour et en 1993 sur The Future World Tour. Plusieurs des chansons ont des paroles modifiées, qui sont imprimées dans les notes de la pochette au fur et à mesure qu'elles sont chantées. C'était le premier album live de Cohen depuis Live Songs en 1973. Les critiques étaient mitigées, Time a écrit: "Cette collection sombre et mélancolique ne devrait être dispensée qu'avec de fortes doses de Prozac."

## Titres
| No  | Titre                       | Concert                    | Durée |
| --- | --------------------------- | -------------------------- | ----- |
| 1.  | Dance Me to the End of Love | Toronto, 17 juin 1993      |       |
| 2.  | Bird on the Wire            | Toronto, 17 juin 1993      |       |
| 3.  | Everybody Knows             | Vancouver, 29 juin 1993    |       |
| 4.  | Joan of Arc                 | Toronto, 17 juin 1993      |       |
| 5.  | There Is a War              | Toronto, 17 juin 1993      |       |
| 6.  | Sisters of Mercy            | Toronto, 18 juin 1993      |       |
| 7.  | Hallelujah                  | Austin, 31 octobre 1988    |       |
| 8.  | I'm Your Man                | Toronto, 17 juin 1993      |       |
| 9.  | Who by Fire?                | Austin, 31 octobre 1988    |       |
| 10. | One of Us Cannot Be Wrong   | San Sebastian, 20 mai 1988 |       |
| 11. | If It Be Your Will          | Austin, 31 octobre 1988    |       |
| 12. | Heart with No Companion     | Amsterdam, 19 avril 1988   |       |
| 13. | Suzanne                     | Vancouver, 29 juin 1993    |       |

## Musiciens
- Leonard Cohen : guitare, claviers, chant
- Perla Batalla : chant
- Julie Christensen : chant
- Jorge Calderón : basse, chant
- Bob Metzger : guitare, guitare pedal steel
- Stephen Zirkel : claviers, trompette, basse
- Bill Ginn : claviers
- Tom McMorran : claviers
- Paul Ostermayer : claviers, saxophone
- Bob Furgo : violon, claviers
- John Bilezikjian : mandoline
- Steve Meador : batterie
- Roscoe Beck : directeur musical